# Минамото-но Ёримаса
Минамото-но Ёримаса (яп. 源 頼政, род. 1106 г. — ум. 1180 г.) — японский военачальник из рода Минамото, активный участник войны Тайра и Минамото конца XII века.

## Биография

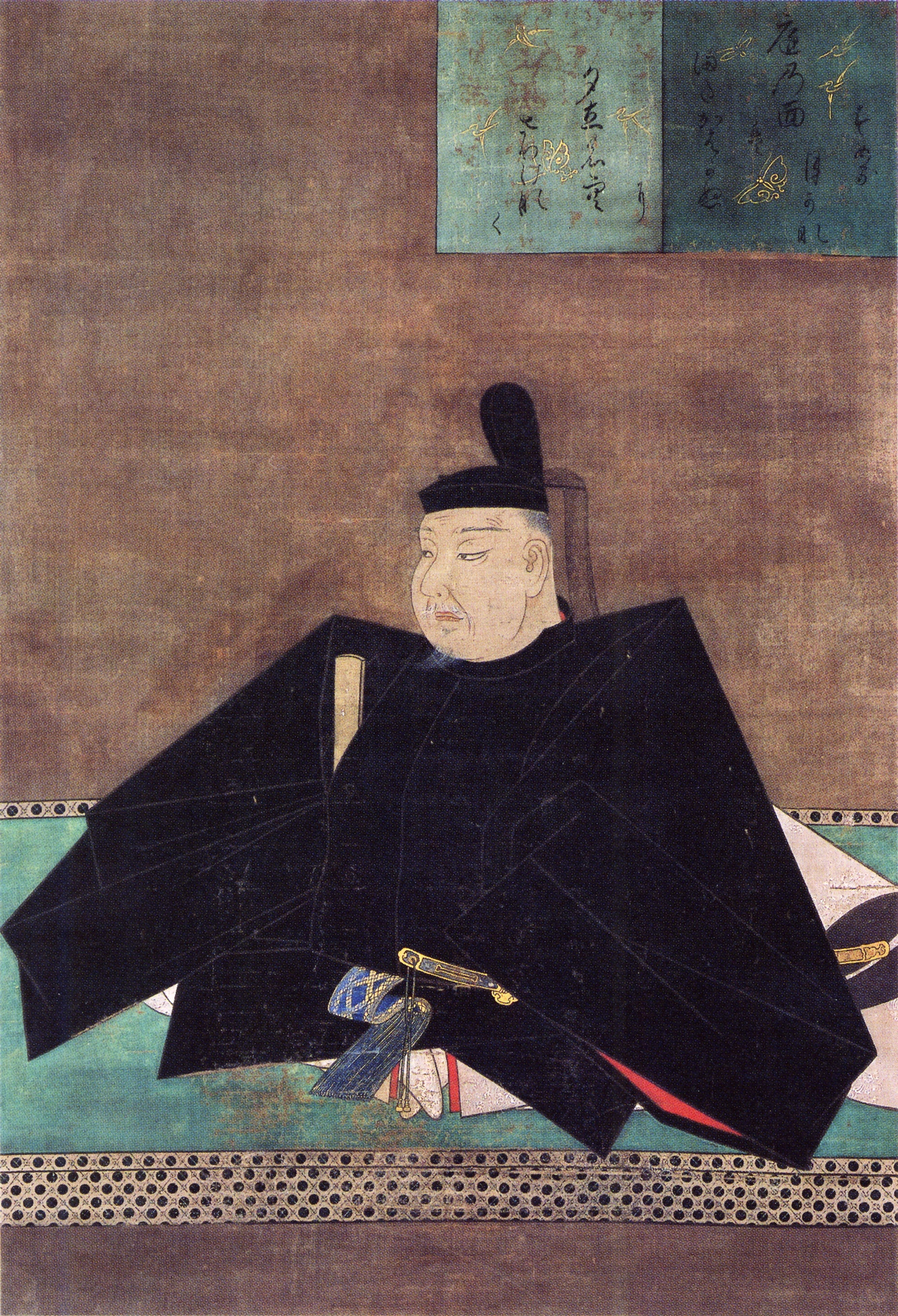
Портрет Минамото-но Ёримасы

Несмотря на то, что соперничество в борьбе за власть и столкновения между родами Тайра и Минамото, знатными аристократическими кланами Японии, к середине XII века продолжались уже не одно десятилетие, поэт и романтик Минамото-но Ёримаса старался не вмешиваться в политику и сохранять в этой борьбе нейтральную позицию. В течение некоторого времени он даже был дружен с одним из влиятельнейших политиков рода Тайра, Тайрой-но Киёмори. Во время восстания Хэйдзи в 1160 году он настолько благоволил роду Тайра, что они сумели одержать тогда победу над силами Минамото.
Однако в 1179 году Ёримаса официально покинул армию Тайры-но Киёмори, так как не желал больше воевать против своего собственного рода. В мае 1180 года он рассылает другим вождям клана Минамото и союзным им буддийским монастырям воззвание, в котором призывает выступить против Киёмори. С этого призыва конфликт между родами переходит в стадию гражданской войны, известной под названием войны Тайра и Минамото, первым крупным сражением в которой стала битва при Удзи, состоявшаяся в июле 1180 года. В этом сражении Ёримаса возглавлял отряд воинов Минамото и вооружённых монахов-сохэев, оборонявших монастырь Мии-дэра и затем отступивших на юг, к храму Бёдо-ин. Несмотря на то, что монахи храма успели разрушить ведущий к нему мост через реку Удзи, преследовавшие их воины Тайра всё же сумели переправиться и захватить Бёдо-ин. Раненый в бою при обороне храмового комплекса, Минамото-но Ёримаса покончил с собой, совершив сэппуку в коридоре его главного здания, павильона Феникса (яп. 鳳凰堂 Хо:о:до:).

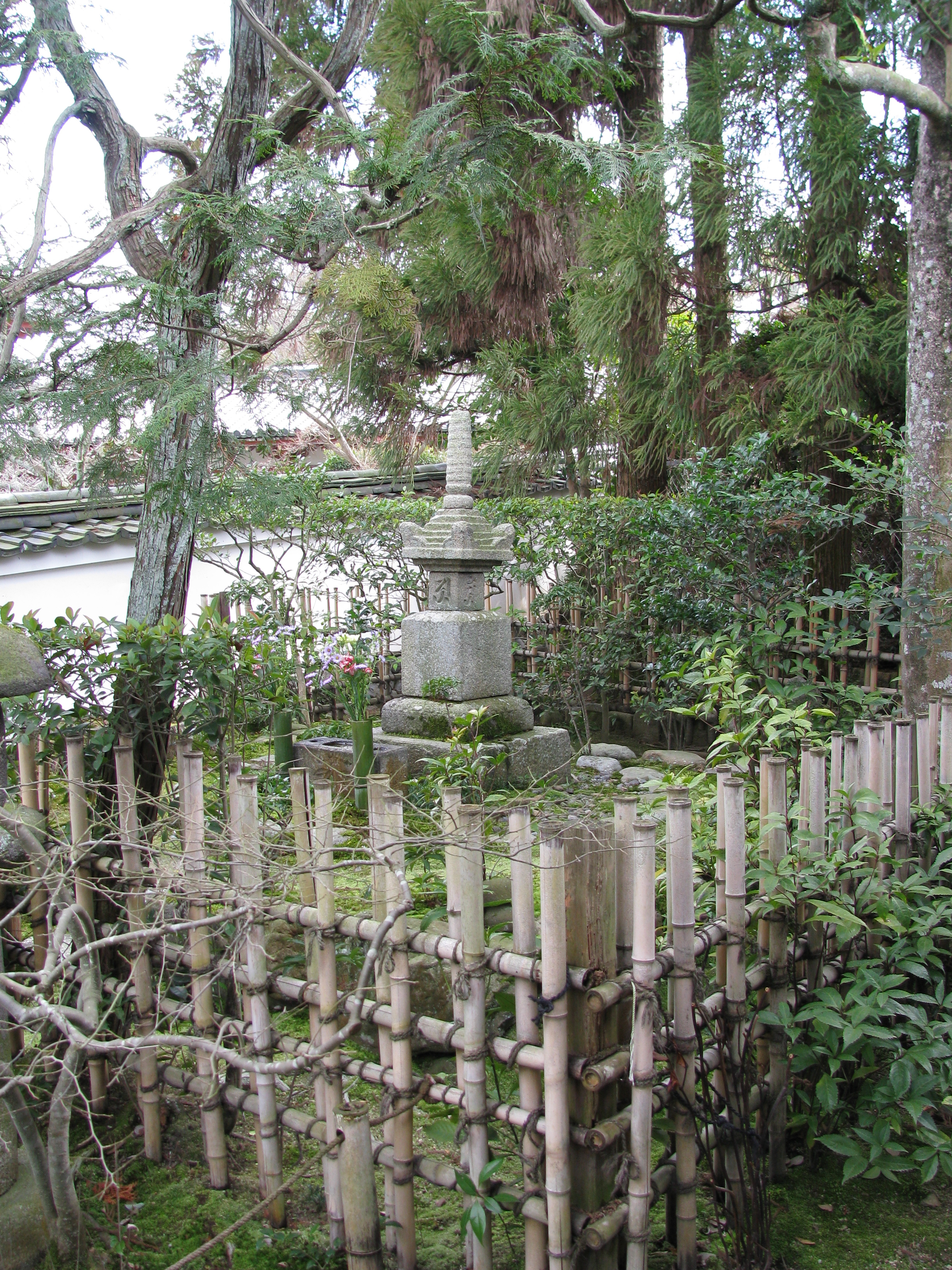
Могила Минамото-но Ёримасы в храме Бёдо-ин